# Меликян, Егише Меликович
Егише́ Ме́ликович Меликя́н (арм. Եղիշե Մելիքի Մելիքյան; род. 13 августа 1979, Ереван) — армянский футболист, защитник; тренер. Выступал за сборную Армении.

## Клубная карьера
В Армении выступал за несколько команд Премьер-лиги. В «Металлург» перешёл в 2002 году, за четыре сезона провёл 64 игры забил 1 гол. Также играл в аренде за алчевскую «Сталь».
В конце января 2010 года подписал годичный контракт с клубом «Улисс». В конце июня Меликян, по обоюдному согласию, расторг контракт с клубом и должен был отправиться на Кипр на просмотр клуба «Этникос». Примечательным фактом является то, что через несколько дней «Улисс» должен был принимать участие в Лиге Европы. Но поездка не состоялась и Меликян вместо Кипра оказался на Украине, где в футбольном клубе «Севастополь», который завоевала путевку в высшую лигу, проходил осмотр. Однако и в «Севастополе» Меликян не прошёл просмотр. В середине августа стало известно, что Меликян подписал краткосрочный контракт с клубом из украинской Первой лиги «Крымтеплица» из Молодёжного. Контракт с клубом Меликян подписал до конца года, при этом добавив, что условия предложенные клубом его полностью устраивают.
В январе 2011 года Меликян прибыл в Гюмри, где в местном «Шираке» начал проводить свои тренировки. Проведя просмотр клуб заключил годичный контракт с Меликяном. Спустя месяц по взаимному соглашению контракт был расторгнут. К этому времени Меликян успел пройти просмотр в криворожском «Кривбассе». В итоге оказался в «Закарпатье», выступавшей на тот момент в Первой лиге Украины. Сезоном спустя клуб стал чемпионом Первой лиге и завоевал путёвку в Премьер-лигу. Таким образом Меликян, через несколько сезонов, вновь оказался в высшей лиге чемпионата Украины. Игру Меликяна оценил капитан команды Александр Надь, определив его как находку для своей команды.

## Карьера в сборной
Выступал за юниорскую, юношескую и молодёжную сборную Армении. За национальную сборную провёл 29 матчей.

## Карьера тренера
В 2015 году работал старшим тренером донецкого «Металлурга» до 19 лет и до 21 года, затем возглавлял команду до 19 лет в «Стали», в которой с января 2016 года работал ассистентом главного тренера Эрика ван дер Мера.
C 2016 года старший тренер команды U-21 ПФК «Сталь». C 2017 года главный тренер команды «Сталь». 25 сентября 2017 года подал в отставку с поста тренера «Стали». 1 сентября 2018 года завершил обучение по программе «Pro-диплом УЕФА».
В сентябре 2019 года вошёл в тренерский штаб Владимира Мазяра, возглавляющего ФК «Львов». 31 октября 2019 года после отставки Мазяра Меликян стал главным тренером клуба. 7 января 2021 года возглавил армянский «Пюник» Команда завершила чемпионат на седьмом месте, и команда осталась в премьер-лиге. В мае 2022 года довёл «Пюник» до первого за семь лет чемпионства. Команда прошла квалификацию и выступила в групповом этапе Лиги конференций УЕФА 2022/23, где заняла третье место. В сезоне 2023/24 вновь стал чемпионом страны.
6 августа 2025 года, вскоре после вылета из квалификации Лиги конференций от венгерского «Дьёра», покинул «Пюник» и возглавил сборную Армении.

## Достижения
«Спартак» (Ереван)
- Чемпион Армении: 2000
- Финалист Суперкубка Армении: 1999

«Бананц»
- Бронзовый призёр чемпионата Армении: 2007
- Обладатель Кубка Армении: 2007
- Финалист Кубка Армении: 2008
- Финалист Суперкубка Армении: 2008

«Улисс»
- Бронзовый призёр чемпионата Армении: 2010

«Металлург» (Донецк)
- Бронзовый призёр чемпионата Украины: 2002/03

### Достижения в качестве тренера
- Чемпион Армении: 2021/22, 2023/24
- Серебряный призёр чемпионата Армении: 2022/23